# Luzonimyia cineracea
Luzonimyia cineracea är en tvåvingeart som beskrevs av Bock 1982. Luzonimyia cineracea ingår i släktet Luzonimyia och familjen daggflugor. Inga underarter finns listade i Catalogue of Life.